# Capitaine Mystère
Pour plus de détails, voir Fiche technique et Distribution.
Capitaine Mystère (Captain Lightfoot) est un film américain réalisé par Douglas Sirk et sorti en 1955.

## Synopsis
En 1815, Michael Martin est membre d'un groupe révolutionnaire irlandais. Il est obligé de passer à la clandestinité et devient le second d'un célèbre capitaine rebelle

## Fiche technique
- Titre : Capitaine Mystère
- Titre original : Captain Lightfoot
- Réalisation : Douglas Sirk
- Scénario : W. R. Burnett et Oscar Brodney d'après un roman de W. R. Burnett
- Direction artistique : Alexander Golitzen et Eric Orbom
- Décors : Oliver Emert et Russell A. Gausman
- Costumes : Bill Thomas
- Photographie : Irving Glassberg
- Montage : Ted J. Kent et Frank Gross
- Musique : Heinz Roemheld, Hans J. Salter, Frank Skinner et Herman Stein (non crédités)
- Production : Ross Hunter
- Société de production : Universal Pictures
- Société de distribution : Universal Pictures
- Pays de production : États-Unis
- Langue : anglais
- Format : couleurs (Technicolor) - 35 mm - 2,55:1 (CinemaScope) - son stéréo 4 pistes (Western Electric Recording)
- Genre : aventure
- Durée : 92 minutes
- Dates de sortie :
  - États-Unis : 26 mars 1955
  - France : 16 septembre 1955
- Affiche : Boris Grinsson (France)

## Distribution
- Rock Hudson (VF : André Falcon)  : Michael « Mike » Martin, alias le capitaine Mystère
- Barbara Rush : Aga Doherty
- Jeff Morrow  (VF : Pierre Gay) : John Doherty, alias le capitaine Thunderbolt
- Kathleen Ryan : lady Anne More
- Finlay Currie : Callahan
- Denis O'Dea : Regis O'Donnell
- Geoffrey Toone  (VF : Roger Til) : le capitaine Hood
- Hilton Edwards  (VF : Richard Francœur) : lord Glen
- Sheila Brennan : la serveuse
- Harry Goldblatt : Brady
- Charles B. Fitzsimons : Dan Shanley
- Christopher Casson  (VF :  Henri Crémieux) : lord Clonmell
- Philip O'Flynn  (VF : Jean Amadou) : Trim
- Shay Gorman : Tim Keenan
- Kenneth MacDonald (en) (VF : René Blancard )  : Desmond
- Robert Bernal  (VF : Roger Rudel) : Clagett
- Nigel Fitzgerald  (VF : Albert Augier) : sir George Bracey
- James Devlin  (VF : Serge Nadaud) : Tuer O'Brien
- Edward Aylward : Big Tom
- Louise Studley  (VF : Joëlle Janin) : Cathy
- Paul Farrell  (VF : Raymond Rognoni) : le magistrat anglais
- Oliver McGauley : Shamus O'Neill
- Mike Nolan  (VF :  Paul Ville) :La chèvre